# Selatosomus turkestanicus
Selatosomus turkestanicus là một loài bọ cánh cứng trong họ Elateridae. Loài này được Tarnawski miêu tả khoa học năm 1995.